# Johann Frank (Politiker)
Johannes Arnold Melchior Frank (Hans genannt)  (* 13. April 1882 in Buochs; † 12. März 1945 ebenda) war ein Schweizer Politiker. Von 1934 bis 1940 gehörte er als Vertreter der Bannalper dem Regierungsrat des Kantons Nidwalden an.

## Leben
Johann Frank wurde als Sohn des Ratsherrn und Käsehändlers Johann Frank und der Anna Franziska Christen geboren. Nach der Schulzeit ergriff er denselben Beruf, den sein Vater hatte.
Durch seine Wahl in den Gemeinderat von Buochs im Jahr 1919 begann seine politische Laufbahn auf Gemeindestufe. Vier Jahre später war er Vizepräsident des Gemeinderats und Armenpräsident. Im Jahr 1934 wurde Johann Frank Kirchmeier (Präsident des Kirchenrats). 
Seine ersten Ämter auf kantonaler Ebene waren die Wahl zum Mitglied der Kantonalen Steuerkommission und der Gemeindesteuerkommission im Jahr 1919. Vier Jahre später wurde Johann Frank Ratsherr im Landrat. Das Volk wählte ihn an der Landsgemeinde 1934 in den Regierungsrat. Er übernahm das Baudepartement. Ausserdem war Frank ab 1934 Mitglied der Armen- und Vormundschaftsdirektion.
Johann Frank heiratete am 24. Mai 1918 in Buochs Marie Isabella Achermann. Aus dieser Ehe stammen drei Kinder (2 Söhne und eine Tochter). 

## Quelle
- Neues Stammbuch. Band V, Frank, 35 (15).
- Familienregister Buochs Band II, Nummer 236. (nicht öffentlich)